# هارویو ایچیکاوا
هارویو ایچیکاوا (انگلیسی: Haruyo Ichikawa; ۹ فوریهٔ ۱۹۱۳ – ۱۸ نوامبر ۲۰۰۴) بازیگر، خوانندگی اهل ژاپن بود.
از فیلم‌ها یا برنامه‌های تلویزیونی که وی در آن نقش داشته‌است می‌توان به زندگی اوهارو، آواز پرندگان عشق اشاره کرد.